# José Espinoza
José Carlos Espinoza Contreras (ur. 10 września 2003 w San Jorge) – gwatemalski piłkarz występujący na pozycji skrzydłowego, od 2024 roku zawodnik Antigui GFC.